# Anton-Hermann Chroust
Anton-Hermann Chroust (* 29. Januar 1907; † Januar 1982) war ein deutsch-amerikanischer Jurist, Philosoph und Historiker.
Der Sohn des Würzburger Historikers Anton Chroust promovierte 1929 an der Universität Erlangen mit einer Dissertation über den Code Napoléon im Großherzogtum Würzburg.
Er war von 1946 bis 1972 Professor für Rechtswissenschaften, Philosophie und Geschichte an der University of Notre Dame im US-Bundesstaat Indiana.

## Werke
- 1946: The Origin and Meaning of the Social Compact Doctrine
- 1947: The Corporate Idea and the Body Politic in the Middle Ages, Notre Dame University Press
- 1957: Socrates, Man and Myth: The Two Socratic apologies of Xenophon, University of Notre Dame
- 1964: Protrepticus: A Reconstruction, University of Notre Dame Press
- 1965: The Rise Of The Legal Profession In America, University Of Oklahoma Press
- 1973: Aristotle: New Light on His Life and on Some of His Lost Works, University of Notre Dame Press
- 1973: Aristotle: Some Novel Interpretations of the Man and His Life, University of Notre Dame Press